# Danny Carey
Daniel Edwin Carey, detto Danny (Lawrence, 10 maggio 1961), è un batterista statunitense, cofondatore e membro dei Tool, nonché uno tra i più acclamati batteristi nel panorama heavy metal. Viene inserito nel 2016 nella classifica "Best 100 Greatest Drummers of All Time" della celebre rivista statunitense Rolling Stone nella quale occupa il 26º posto.

## Biografia
Danny Carey è cresciuto in una tipica casa del ceto borghese americano a Paola, Kansas. Suo padre era un manager di una grossa compagnia di assicurazioni e sua madre un'insegnante. Carey ha un fratello più grande ed uno più piccolo. Il suo primo ricordo riguardante la musica risale a quando suo padre lo portò alla libreria musicale all'Università del Kansas e suonò The Planets di Gustov Holst. Danny cominciò a prendere lezioni quando aveva 10 o 11 anni, solo sul rullante nella banda della scuola, e poi di nuovo a 13 anni, quando ebbe la sua prima batteria completa. Ricevette una borsa di studio alle superiori per andare al Conservatory of Music di Kansas City.
Studiò musica per più di 3 anni alla University of Missouri. Ebbe un paio di offerte per giocare a basket in alcuni piccoli college, ma sapeva di non essere abbastanza bravo per giocare in college importanti o addirittura da professionista.
Spese anni sugli argomenti base e facendo esercizi alla batteria. Amava da sempre Billy Cobham e Buddy Rich. Al college fece molta pratica, facendo recital per 3 anni e mezzo. Avrebbe potuto ottenere una laurea se avesse resistito un momento di più, ma voleva più tempo da dedicare alla batteria, così si tirò fuori dalla scuola non appena ebbe l'opportunità di andare on the road con una band.
Nel 1986 si spostò a Los Angeles, e dovettero passare 4 anni prima che succedesse veramente qualcosa. Comunque, in quel periodo, era rivolto, con maggiore attenzione, alla musica elettronica. Suonava una batteria elettronica con piatti veri, e spesso suonava nei club cittadini. In seguito si appassionò maggiormente alla batteria acustica, a questo è attribuito al fatto che aveva trovato un set che suonava bene. Carey ha lavorato anche come batterista da studio per I Green Jello, Pygmy Love Circus, e Carole King.
Poi incontrò Adam Jones tramite Tom Morello dei Rage Against the Machine. Danny era anche vicino di Maynard James Keenan. Non fece mai un provino per Keenan e Jones per entrare nei futuri Tool.
Danny Carey tuttora ama suonare jazz e ha diversi side-project: gli Zaum, una specie di compromesso con la musica elettronica, i VOLTO!, un progetto progressive basato su jam, la cui formazione consiste in parte di quella dei Pygmy Love Circus, i Green Jell insieme a Maynard James Keenan, e infine i più recenti Legend of the Seagullmen, più tendenti verso il metal e progressive metal.
Ha inoltre suonato nei live della nota band funk metal Primus nel 2014 e per il loro frontman Les Claypool nella canzone solista "Ampersand".
È anche batterista del supergruppo Pigface, che vanta di una vasta formazione che include musicisti come Flea, Michael Gira, Frank Black, Trent Reznor e molti altri.

## Discografia

### Con i Tool
- 1991 – 72826 (demo)
- 1991 – Opiate (EP)
- 1993 – Undertow
- 1996 – Ænima
- 2001 – Lateralus
- 2006 – 10,000 Days
- 2019 – Fear Inoculum

### Collaborazioni
- 1996 – Zaum – Zaum (autoproduzione) (batteria)
- 1997 – Lusk – Free Mars (percussioni nei brani The Hotel Family Affair, Black Sea Me e Kill The King)
- 2003 – Collide – Some Kind Of Strange (batteria nel brano Somewhere)
- 2004 – Pigmy Love Circus – The Power Of Beef (batteria , produzione e mixaggio)
- 2004 – Adrian Belew – Side One (batteria e tabla nei brani Ampersand, Writing On The Wall e Matchless Man)
- 2004 – Skinny Puppy – The Greater Wrong Of The Right (batteria nel brano Use Less)
- 2006 – Adrian Belew – Side Three (batteria nei brani Whatever e Men In Helicopters V4.0)
- 2008 – Collide – Two Headed Monster (batteria nei brani Tongue Tied & Twisted, Chaotic, Pure Bliss e Spaces In Between)
- 2012 – Feersum Ennjin – Feersum Ennjin (batteria nel brano The Fourth)
- 2013 – Hans Zimmer – Man Of Steel - Original Motion Picture Soundtrack (colonna sonora dell'omonimo film) (batteria dell'orchestra)
- 2013 – Volto! – Incitare (batteria)
- 2018 – Legend Of The Seagullmen – Legend Of The Seagullmen (batteria)
- 2018 – All Souls – All Souls (percussioni)
- 2018 – The Zzyzx Society – The Zzyzx Society (batteria nel brano Ogranasm)
- 2019 – Scott Kinsey – We Speak Luniwaz (The Music Of Joe Zawinul) (batteria elettronica nel brano The Harvest)